# Grand Prix Europy Formuły 1
Grand Prix Europy – eliminacja Mistrzostw Świata Formuły 1 organizowana w sezonach 1983–1985, 1993–1997, 1999–2012 i w 2016. 
We wcześniejszych latach Grand Prix Europy nie było samodzielnym wyścigiem, był on zaszczytnym tytułem przyznawanym co sezon poszczególnej eliminacji rozgrywanej na Starym Kontynencie. Pierwszy tytuł przyznano Grand Prix Włoch 1923, które odbyło się na torze Monza, gdzie wygrał Carlo Salamano w Fiacie. Po raz ostatni Grand Prix Europy jako tytuł przyznano Grand Prix Wielkiej Brytanii 1977.
Zazwyczaj wyścig o Grand Prix Europy odbywał się w kraju europejskim, gdzie również odbywał się wyścig Formuły 1.

## Historia

### Honorowy tytuł
Grand Prix Europy powstało jako honorowy tytuł przyznawany przez AIACR (poprzedniczkę FIA w sportach samochodowych). Pierwszym wyścigiem, który został uhonorowany tym tytułem było Grand Prix Włoch w 1923. Następnie przyznano je wyścigom we Francji, Belgii i w San Sebastián. W 1930, po jednorocznej przerwie wyścig na torze Spa był ostatnią eliminacją przed II wojną światową, gdzie przyznano ten tytuł.
Tytuł był ponownie przyznany przez FIA po II wojnie światowej od 1947. Od tego czasu był on przyznawany rokrocznie. Grand Prix Wielkiej Brytanii 1977 był ostatnim wyścigiem, w którym Grand Prix Europy przyznano jako honorowy tytuł. 
Najwięcej razy tytuł został przyznany Grand Prix Włoch – siedmiokrotnie, w tym trzykrotnie otrzymano ją w latach 20.

### Runda Mistrzostw Świata
Grand Prix Europy jako eliminacja Mistrzostw Świata Formuły 1 została stworzona na początku jako zastępstwo. W kalendarzu na sezon 1983 widniał wyścig o Grand Prix Nowego Jorku zlokalizowany niedaleko Flushing Meadows Park w Nowym Jorku. Eliminacja była zaplanowana na 25 września, jednak na trzy miesiące przed organizacją wyścigu impreza została anulowana – wówczas zarządcy toru Brands Hatch byli w stanie zorganizować Grand Prix na tym torze. Eliminacja dzięki walce o tytuł mistrza świata odniosła sukces i została uwzględniona w kalendarzu na następny sezon.
W sezonie 1984 wyścig odbył się na przebudowanym i krótszym torze Nürburgring, ze względu na to, że na Brands Hatch organizowano Grand Prix Wielkiej Brytanii. Brytyjski tor ponownie organizował tę eliminację w 1985, jednak po sezonie zdjęto rundę z kalendarza i zastąpiono ją wyścigiem o Grand Prix Węgier.
W 1990 zamożny japoński biznesmen, Tomonori Tsurumaki wybudował tor Autopolis za 47 bilionów jenów, by móc organizować na nim wyścigi Formuły 1. Dwa lata później powstał plan organizacji Grand Prix Azji w miejsce Grand Prix Meksyku na sezon 1993, lecz nie doszły one do skutku. Bernie Ecclestone postanowił dodać wyścig na torze Donington Park jako Grand Prix Europy. Pomysł organizowania wyścigu narodził się w głowie Toma Wheatcrofta, który próbował zorganizować wyścig o Grand Prix Wielkiej Brytanii w sezonie 1988, jednak organizacja RAC MSA zmieniła zdanie i postanowiła organizować wyścig na torze Silverstone. Pierwszy i zarazem jedyny wyścig na torze Donington Park zaowocował wspaniałym zwycięstwem Ayrtona Senny, który w zmiennych warunkach pogodowych zdołał zdublować niemal wszystkich kierowców w stawce.
W sezonie 1994 Grand Prix Europy gościło na torze Jerez, a następnie powróciło na tor Nürburgring, który ponownie stał się popularny wśród kierowców. Dzięki temu zorganizowano na nim Grand Prix także w następnym sezonie. Aby uniknąć oskarżeń związanych z organizacją Grand Prix Europy w Niemczech, runda ta pierwotnie została zdjęta z kalendarza na sezon 1997, a wyścig na niemieckim torze otrzymał nazwę Grand Prix Luksemburga. Po odwołaniu Grand Prix Portugalii postanowiono zorganizować wyścig o Grand Prix Europy na torze Jerez. Był to ostatni wyścig na tym torze, podczas którego doszło do kolizji, w której brali udział Michael Schumacher i Jacques Villeneuve, walczący o tytuł mistrzowski. Po tym wydarzeniu Niemiec został zdyskwalifikowany z całego sezonu.
Wyścig o Grand Prix Europy nie został ujęty w kalendarzu na sezon 1998, lecz rok później powrócono do jej organizacji, ponownie na torze Nürburgring. Rundę rozgrywaną w deszczowych warunkach wygrał Johnny Herbert z ekipy Stewart Grand Prix. Było to pierwsze i jedyne zwycięstwo tego zespołu przed sprzedaniem go Fordowi. Eliminacja odbywała się na niemieckim torze do sezonu 2007. Początkowo usunięto Grand Prix Europy z kalendarza na sezon 2007, a Nürburgring razem z Hockenheimring miały naprzemiennie organizować Grand Prix Niemiec. W kwietniu 2007, Automobilclub von Deutschland, odpowiedzialny za wyścigi na Hockenheim, nie zgodził się na odstąpienie nazwy klubowi ADAC, który z kolei był odpowiedzialny za wyścig na Nürburgringu. Ostatecznie zorganizowano go ponownie jako Grand Prix Europy.
W sezonach 2008–2012 runda ponownie odbywała się w Hiszpanii, lecz tym razem na torze Valencia Street Circuit w Walencji. Po sezonie 2012 zaprzestano jej organizacji z powodów finansowych i planowanego rotacyjnego systemu organizacji Grand Prix Hiszpanii z torem Circuit de Catalunya. Plan ten nie doszedł do skutku, i tym samym Grand Prix Europy wypadło z kalendarza. 
Wyścig ten powrócił do kalendarza w sezonie 2016, a eliminacja odbyła się na torze Bakı Şəhər Halqası w Baku. Wyścig rozgrywany w stolicy Azerbejdżanu wygrał Nico Rosberg, który później sięgnął po tytuł mistrza świata. Po sezonie wyścig ponownie zniknął z kalendarza Formuły 1, gdyż organizatorzy wyścigu w Baku zmienili nazwę eliminacji na Grand Prix Azerbejdżanu.

## Tory
- Brands Hatch (1983, 1985)
- Nürburgring (1984, 1995–1996, 1999–2007)
- Donington Park (1993)
- Circuito Permanente de Jerez (1994, 1997)
- Valencia Street Circuit (2008–2012)
- Bakı Şəhər Halqası (2016)

## Zwycięzcy Grand Prix Europy

### Grand Prix Europy jako runda Mistrzostw Świata
| Sezon       | Kierowca           | Konstruktor      | Tor                     |               |
| ----------- | ------------------ | ---------------- | ----------------------- | ------------- |
| 1983        | Nelson Piquet      | Brabham-BMW      | Brands Hatch            | Wyniki        |
| 1984        | Alain Prost        | McLaren-TAG      | Nürburgring             | Wyniki        |
| 1985        | Nigel Mansell      | Williams-Honda   | Brands Hatch            | Wyniki        |
| 1986 – 1992 | nie rozegrano      | nie rozegrano    | nie rozegrano           | nie rozegrano |
| 1993        | Ayrton Senna       | McLaren-Ford     | Donington Park          | Wyniki        |
| 1994        | Michael Schumacher | Benetton-Ford    | Jerez                   | Wyniki        |
| 1995        | Michael Schumacher | Benetton-Renault | Nürburgring             | Wyniki        |
| 1996        | Jacques Villeneuve | Williams-Renault | Nürburgring             | Wyniki        |
| 1997        | Mika Häkkinen      | McLaren-Mercedes | Jerez                   | Wyniki        |
| 1998        | nie rozegrano      | nie rozegrano    | nie rozegrano           | nie rozegrano |
| 1999        | Johnny Herbert     | Stewart-Ford     | Nürburgring             | Wyniki        |
| 2000        | Michael Schumacher | Ferrari          | Nürburgring             | Wyniki        |
| 2001        | Michael Schumacher | Ferrari          | Nürburgring             | Wyniki        |
| 2002        | Rubens Barrichello | Ferrari          | Nürburgring             | Wyniki        |
| 2003        | Ralf Schumacher    | Williams-BMW     | Nürburgring             | Wyniki        |
| 2004        | Michael Schumacher | Ferrari          | Nürburgring             | Wyniki        |
| 2005        | Fernando Alonso    | Renault          | Nürburgring             | Wyniki        |
| 2006        | Michael Schumacher | Ferrari          | Nürburgring             | Wyniki        |
| 2007        | Fernando Alonso    | McLaren-Mercedes | Nürburgring             | Wyniki        |
| 2008        | Felipe Massa       | Ferrari          | Valencia Street Circuit | Wyniki        |
| 2009        | Rubens Barrichello | Brawn-Mercedes   | Valencia Street Circuit | Wyniki        |
| 2010        | Sebastian Vettel   | Red Bull-Renault | Valencia Street Circuit | Wyniki        |
| 2011        | Sebastian Vettel   | Red Bull-Renault | Valencia Street Circuit | Wyniki        |
| 2012        | Fernando Alonso    | Ferrari          | Valencia Street Circuit | Wyniki        |
| 2013 – 2015 | nie rozegrano      | nie rozegrano    | nie rozegrano           | nie rozegrano |
| 2016        | Nico Rosberg       | Mercedes         | Bakı Şəhər Halqası      | Wyniki        |
| Sezon       | Kierowca           | Konstruktor      | Tor                     |               |

Liczba zwycięstw (kierowcy):
- 6 – Michael Schumacher
- 3 – Fernando Alonso
- 2 – Rubens Barrichello, Sebastian Vettel
- 1 – Mika Häkkinen, Johnny Herbert, Nigel Mansell, Felipe Massa, Nelson Piquet, Alain Prost, Nico Rosberg, Ralf Schumacher, Ayrton Senna, Jacques Villeneuve

Liczba zwycięstw (konstruktorzy):
- 7 – Ferrari
- 4 – McLaren
- 3 – Williams
- 2 – Benetton, Red Bull
- 1 – Brabham, Brawn, Mercedes, Stewart, Renault

Liczba zwycięstw (producenci silników):
- 7 – Ferrari
- 5 – Renault
- 4 - Mercedes-Benz
- 3 – Ford
- 2 – BMW
- 1 – Honda, TAG/Porsche

### Grand Prix Europy jako honorowy tytuł
| Sezon       | Kierowca                         | Konstruktor   | Tor                          |               |
| ----------- | -------------------------------- | ------------- | ---------------------------- | ------------- |
| 1923        | Carlo Salamano                   | FIAT          | Autodromo Nazionale di Monza | Wyniki        |
| 1924        | Giuseppe Campari                 | Alfa Romeo    | Lyon                         | Wyniki        |
| 1925        | Antonio Ascari                   | Alfa Romeo    | Circuit de Spa-Francorchamps | Wyniki        |
| 1926        | Jules Goux                       | Bugatti       | Circuit of Miramas           | Wyniki        |
| 1927        | Robert Benoist                   | Delage        | Autodromo Nazionale di Monza | Wyniki        |
| 1928        | Louis Chiron                     | Bugatti       | Autodromo Nazionale di Monza | Wyniki        |
| 1929        | nie rozegrano                    | nie rozegrano | nie rozegrano                | nie rozegrano |
| 1930        | Louis Chiron                     | Bugatti       | Circuit de Spa-Francorchamps | Wyniki        |
| 1931 – 1946 | nie rozegrano                    | nie rozegrano | nie rozegrano                | nie rozegrano |
| 1947        | Jean-Pierre Wimille              | Alfa Romeo    | Circuit de Spa-Francorchamps | Wyniki        |
| 1948        | Carlo Felice Trossi              | Alfa Romeo    | Circuit Bremgarten           | Wyniki        |
| 1949        | Alberto Ascari                   | Ferrari       | Autodromo Nazionale di Monza | Wyniki        |
| 1950        | Giuseppe Farina                  | Alfa Romeo    | Silverstone                  | Wyniki        |
| 1951        | Luigi Fagioli Juan Manuel Fangio | Alfa Romeo    | Reims-Gueux                  | Wyniki        |
| 1952        | Alberto Ascari                   | Ferrari       | Circuit de Spa-Francorchamps | Wyniki        |
| 1953        | nie rozegrano                    | nie rozegrano | nie rozegrano                | nie rozegrano |
| 1954        | Juan Manuel Fangio               | Mercedes      | Nürburgring Nordschleife     | Wyniki        |
| 1955        | Maurice Trintignant              | Ferrari       | Circuit de Monaco            | Wyniki        |
| 1956        | Stirling Moss                    | Maserati      | Autodromo Nazionale di Monza | Wyniki        |
| 1957        | Tony Brooks Stirling Moss        | Vanwall       | Aintree                      | Wyniki        |
| 1958        | Tony Brooks                      | Vanwall       | Circuit de Spa-Francorchamps | Wyniki        |
| 1959        | Tony Brooks                      | Ferrari       | Reims-Gueux                  | Wyniki        |
| 1960        | Phil Hill                        | Ferrari       | Autodromo Nazionale di Monza | Wyniki        |
| 1961        | Stirling Moss                    | Lotus-Climax  | Nürburgring Nordschleife     | Wyniki        |
| 1962        | Graham Hill                      | BRM           | Circuit Zandvoort            | Wyniki        |
| 1963        | Graham Hill                      | BRM           | Circuit de Monaco            | Wyniki        |
| 1964        | Jim Clark                        | Lotus-Climax  | Brands Hatch                 | Wyniki        |
| 1965        | Jim Clark                        | Lotus-Climax  | Circuit de Spa-Francorchamps | Wyniki        |
| 1966        | Jack Brabham                     | Brabham-Repco | Reims-Gueux                  | Wyniki        |
| 1967        | John Surtees                     | Honda         | Autodromo Nazionale di Monza | Wyniki        |
| 1968        | Jackie Stewart                   | Matra-Ford    | Nürburgring Nordschleife     | Wyniki        |
| 1969 – 1971 | nie rozegrano                    | nie rozegrano | nie rozegrano                | nie rozegrano |
| 1972        | Emerson Fittipaldi               | Lotus-Ford    | Brands Hatch                 | Wyniki        |
| 1973        | Jackie Stewart                   | Tyrrell-Ford  | Circuit Zolder               | Wyniki        |
| 1974        | Clay Regazzoni                   | Ferrari       | Nürburgring Nordschleife     | Wyniki        |
| 1975        | Vittorio Brambilla               | March-Ford    | Österreichring               | Wyniki        |
| 1976        | James Hunt                       | McLaren-Ford  | Circuit Zandvoort            | Wyniki        |
| 1977        | James Hunt                       | McLaren-Ford  | Silverstone                  | Wyniki        |
| Sezon       | Kierowca                         | Konstruktor   | Tor                          |               |